# Col de Peyresourde
Der Col de Peyresourde ist ein 1569 Meter hoher Gebirgspass in den Zentral-Pyrenäen an der Grenze der französischen Départements Haute-Garonne und Hautes-Pyrénées. Über den Pass führt die D618, die die Gemeinde Arreau im Westen mit Bagnères-de-Luchon im Osten verbindet.

## Auffahrten
Die Westauffahrt von Arreau ist 18,3 Kilometer lang und weist eine durchschnittliche Steigung von 4,8 % auf. Auf den ersten 11 Kilometern verläuft die Straße entlang der Neste du Louron und passiert dabei die Gemeinden Cazaux-Debat, Bordères-Louron und Avajan, wobei die Steigungsprozente moderat sind und stets unterhalb der 5 % Marke liegen. In Camors einer Ortschaft der Gemeinde Cazaux-Fréchet-Anéran-Camors nehmen die Steigungsprozente deutlich zu und liegen auf den letzten 7,5 Kilometern bei 7,9 %. Die Straße führt nun bei gleichmäßiger Steigung über Estarvielle, Mont und Loudervielle und beinhaltet zwei Kehren, ehe die Baumgrenze rund drei Kilometer vor der Passhöhe beim Abzweiger zum Skigebiet Peyragudes erreicht wird.
Die Ostauffahrt von Bagnères-de-Luchon ist mit einer Länge von 13,8 Kilometern deutlich kürzer, wobei die durchschnittliche Steigung mit 6,9 % deutlich steiler ist als jene der Westauffahrt. Auf den ersten Kilometer führt die Straße durch die Gemeinden Cazarilh-Laspènes und Trébons-de-Luchon. Hier wechseln sich teils steile Abschnitte mit kurzen Flachstücken ab. Entlang der Neste d’Oô geht es im Anschluss in die Gemeinde Saint-Aventin, wo vor dem Ortsgebiet nach rund dreieinhalb Kilometern drei Kehren durchfahren werden. Hier zweigt die D51 ab, die auf den Port de Balès führt. Nun geht es bei unrhythmischem Steigungsverlauf durch die Ortschaften von Castillon-de-Larboust und Garin, ehe die D618 fünf Kilometer vor der Passhöhe in die D76B mündet. Um weiterhin der D618 zu folgen, biegt man nun rechts ab. Auf den letzten fünf Kilometern weist der Pass eine gleichmäßige Steigung von rund 8 % auf. Der Großteil des oberen Teils wird in offenem Terrain zurückgelegt, wobei die Baumgrenze erst rund zwei Kilometer vor der Passhöhe überquert wird. Auf den letzten Kilometern werden drei Kehren durchfahren.

## Radsport

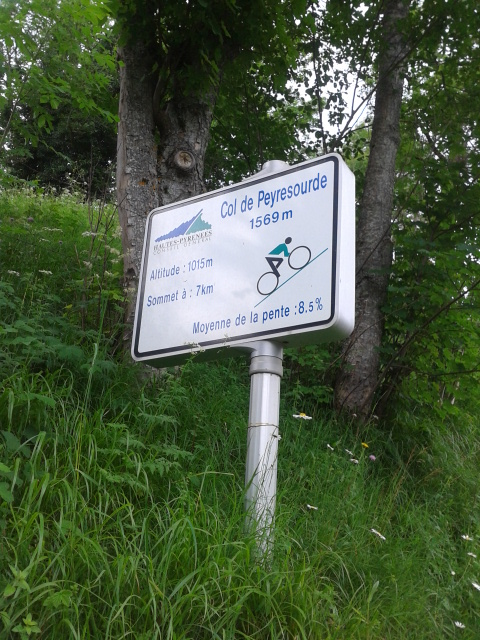
Eine der speziellen Kilometermarken für Radfahrer im Anstieg von Armenteule

Der Col de Peyresourde ist einer der bekanntesten Pässe in dem französischen Teil der Pyrenäen. Der ehemalige Tour-de-France-Direktor Jean-Marie Leblanc, der das Rennen in den Jahren 1968 und 1970 selbst bestritten hatte, erklärte den Col de Peyresourde zu seinem Lieblingspass, da er keine Angst hervorruft, sondern den Wunsch weckt, sich neben den Schafen und Kühen ins Gras zu legen.

### Tour de France
Mit 71 Überquerungen (Stand 2023), zählt der Col de Peyresourde zu den am häufigsten befahrenen Bergpässen der Tour de France. Seine Erstbefahrung erfolgte im Jahr 1910, als die Frankreich-Rundfahrt erstmals die Pyrenäen ins Programm aufnahm. Auf der 10. Etappe stellte er nach dem Start in Bagnères-de-Luchon den ersten Pass des Tages dar, ehe die Strecke über den Col d’Aspin, Col du Tourmalet und Col d’Aubisque über 326 Kilometer nach Bayonne führte. Als erster Fahrer kam damals der Franzose Octave Lapize auf der Passhöhe an, der in weiterer Folge auch die Etappe gewinnen sollte. In den nachfolgenden Jahren wurde die anspruchsvolle Pyrenäen-Etappe zwei weitere Male ausgetragen, ehe die Grand Boucle (Große Schleife) im Jahr 1913 erstmals gegen den Uhrzeigersinn bestritten wurde. Nun erfolgte der Start in Bayonne und die Westauffahrt des Col de Peyresourde wurde wenige Kilometer vor dem Ziel in Bagnères-de-Luchon absolviert. Im Jahr 1914 wurde der Pass erneut im Finale überquert, ehe der Erste Weltkrieg die Austragungen der Jahre 1915–1918 verhinderte. Mit der Tour de France kehrte auch der Col de Peyresourde im Jahr 1919 zurück und stellte bis ins Jahr 1927 einen Fixpunkt des Rennens dar. Mit der Abschaffung der vier Pässe umfassenden Pyrenäen-Etappe, wurde im Jahr darauf auch der Col de Peyresourde aus dem Programm genommen.
Im Jahr 1933 wurde erstmals die Bergwertung bei der Tour de France ausgetragen. Der Col de Peyresourde stellte einen der 16. Anstiege dar, auf denen Punkte für das neugeschaffene Klassement vergeben wurden. Während er zunächst an der Seite des Col d’Aspin auf einem 91 Kilometer langen Abschnitt überquert wurde, kehrte im Jahr 1935 die ursprüngliche Pyrenäen-Etappe zurück, bei der der Col de Peyresourde den Auftakt bildete. Nach den Jahren 1936 und 1937 wurde der Abschnitt bei der Tour de France 1938 erneut in die entgegengesetzte Richtung ausgetragen. Im Jahr 1939 schien der Col de Peyresourde nicht im Programm der Frankreich-Rundfahrt auf, die im Anschluss aufgrund des Zweiten Weltkriegs erst wieder im Jahr 1947 gestartet wurde.
Nach dem Zweiten Weltkrieg teilte die Organisation die Anstiege in zwei Kategorien ein, wobei die Ostauffahrt des Col de Peyresourde als Anstieg der 1. Kategorie zählte, die mehr Punkte im Kampf um die Bergwertung brachte. Die 1948 befahrene Westauffahrt hingegen wurde ein Jahr später als Bergwertung der 2. Kategorie klassifiziert. Mit dem Jahr 1952 wurde auch die Ostauffahrt als Anstieg der 2. Kategorie bewertet. In den 1950er Jahren wurde der Col de Peyresourde mit Ausnahme der Jahre 1950 und 1957 jährlich meist über die Westauffahrt erreicht. In den Jahren 1958 und 1959 galt diese als Bergwertung der 1. Kategorie, ehe die Organisation mit den 1960er Jahren wieder zur Bewertung der 2. Kategorie zurückkehrte. Nachdem die Tour de France den Col de Peyresourde in den 1960er und 1970er Jahren deutlich häufiger ausließ, stiegen in den 1980er Jahren beide Auffahrten als Bergwertungen der 1. Kategorie auf. Die zunehmend variierenden Streckenführungen der Frankreich-Rundfahrt führten weiters dazu, dass der Pass auch in den nachfolgenden Jahren seltener befahren wurde, wenngleich er einer meist absolvierten Pässe des Rennens blieb. Die Tour de France 2012 führte gleich zweimal über den Col de Peyresourde, wobei auf der 16. Etappe die Westauffahrt und auf der 17. Etappe die Ostauffahrt genutzt wurde. Auf dem zweiten Abschnitt wurde die Bergwertung jedoch nicht auf der Passhöhe, sondern im nahegelegenen Zielort Peyragudes abgenommen, der damals zum ersten Mal im Programm der Tour de France stand. Im Jahr 2018 wurde die Bergwertung erneut in Peyragudes ausgefahren.
Zuletzt wurde der Col de Peyresourde bei der Tour de France 2024 zu Beginn der 15. Etappe befahren. Nach dem Start in Loudenvielle wurde er bereits nach wenigen Kilometern erreicht, ehe die Strecke über den Col de Menté, Col de Portet-d’Aspet, Col d’Agnes und den nicht-kategorisierten Port de Lers zur Bergankunft auf dem Plateau de Beille führte.
Im Jahr 2025 soll die Westauffahrt des Col de Peyrsourde auf der 14. Etappe ins Programm der Tour de France zurückkehren. Nach dem Col du Tourmalet und Col d’Aspin bildet sie den vorletzten Anstieg einer anspruchsvollen Pyrenäen-Etappe, die mit einer Bergankunft in Superbagnères zu Ende geht.

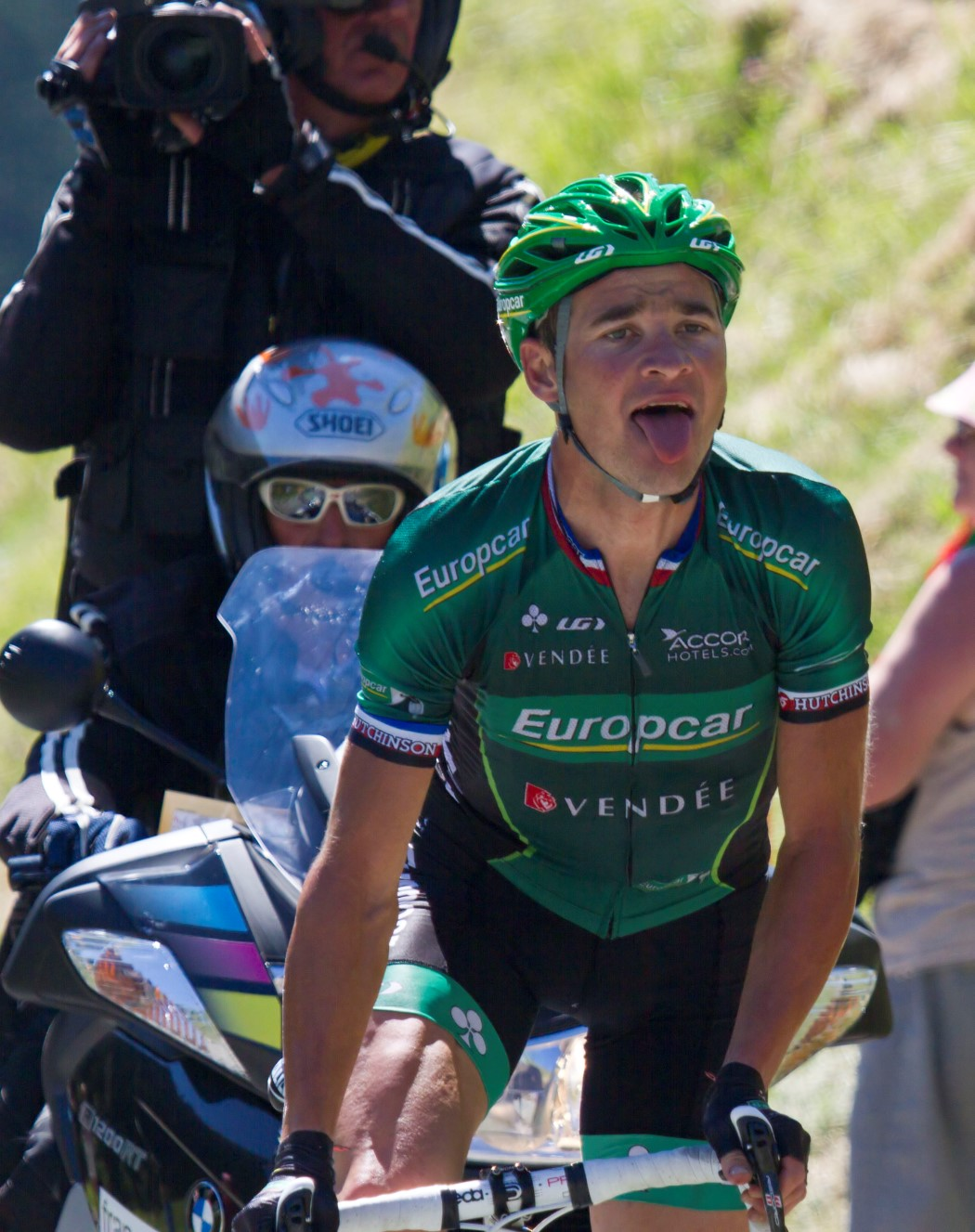
Thomas Voeckler im Anstieg des Col de Peyresourde (Tour de France 2012)

Auf dem Col de Peyresourde kam es in der Geschichte der Tour de France immer wieder zu bekannten Begebenheiten. Im Jahr 1937 kam der Gesamtzweite Roger Lapébie bei einer morgendlichen Ausfahrt vor dem Start der 15. Etappe bei Cierp-Gaud zu Sturz, da sein Lenkervorbau in der Nacht teilweise angesägt worden war. Wer sein Rad sabotiert hatte, ist bis heute nicht geklärt, wenngleich oft auf die belgischen Fahrer verwiesen wird, die sich ein erbittertes Duell mit den Franzosen lieferten. Demoralisiert von den Ereignissen ging Roger Lapébie nach den Reparaturen in Bagnères-de-Luchon an den Start und verlor bereits am ersten Anstieg des Tages, dem Col de Peyresourde, mehr als zwei Minuten. Nach einer Aufholjagd am Col du Tourmalet beendete er die Etappe jedoch als Zweiter und gewann schlussendlich die Gesamtwertung. Im Jahr 1947 nutzte der Franzose Jean Robic den Col de Peyresourde um sich direkt nach dem Start in Bagnères-de-Luchon von den anderen Fahrern abzusetzen. Er absolvierte 190 der 195 Kilometer als Solist, gewann die Etappe mit mehr als 10 Minuten Vorsprung und krönte sich wenige Tage später zum ersten Tour-de-France-Sieger nach dem Zweiten Weltkrieg. Zu einem ähnlichen Rennverlauf kam es bei der Tour de France 1964 als sich die Spanier Federico Bahamontes und Julio Jiménez nach nur vier gefahrenen Kilometern im Anstieg des Col de Peyresourde absetzten. Die beiden führten gemeinsam über den Col d’Aspin und Col du Tourmalet, ehe Julio Jiménez am Col d’Aubisque zurückfiel. Federico Bahamontes gewann zwar die letzte Pyrenäen-Etappe, konnte jedoch nicht genug Zeit herausfahren, um das Gelbe Trikot zu übernehmen. Im Jahr 1976 schloss Lucien Van Impe auf der Ostauffahrt des Col de Peyresourde zu Luis Ocaña auf, der sich bereits am Col du Portillon abgesetzt hatte. Gemeinsam fuhren sie wertvolle Sekunden auf den Gesamtführenden Franzosen Raymond Delisle heraus, ehe Lucien Van Impe im Schlussanstieg zum Pla d’Adet das Tempo erneut forcierte und neben dem Etappensieg das Gelbe Trikot übernahm, das er bis zum Ende der Rundfahrt nicht mehr abgab.
Im Jahr 1998 kam es auf der Westauffahrt zum Duell zwischen Marco Pantani und Jan Ullrich, wobei sich der Italiener durchsetzte und einen Vorsprung von rund 30 Sekunden auf den Deutschen herausfuhr. Jan Ullrich übernahm an jenem Tag zwar das Gelbe Trikot, musste sich in Paris jedoch mit dem zweiten Gesamtrang begnügen. Ein Jahr später setzte sich Fernando Escartín im Col de Peyresourde von den anderen Gesamtklassement-Fahrern ab, nachdem er bereits auf den Pässen zuvor angegriffen hatte. Der Spanier überquerte den nachfolgenden Col de Val Louron-Azet als Solist und kam mit einem Vorsprung von mehr als zwei Minuten im Zielort Piau-Engaly an. Dahinter hatte Lance Armstrong Probleme dem Schweizer Alex Zülle und dem Franzosen Richard Virenque zu folgen, wenngleich er das Gelbe Trikot trotz Zeitverlusts verteidigte.
In der nähren Vergangenheit griff der Brite Chris Froome im Jahr 2016 auf der Kuppe des Col de Peyresourde an und absolvierte die letzten Kilometer der 8. Etappe als Solist. Dabei nahm er eine Abfahrtsposition ein, bei der er sich auf das Oberrohr seines Fahrrads setzte, den Kopf knapp oberhalb des Lenkers hielt und dennoch in die Pedale trat. Chris Froome gewann die Etappe mit 16 Sekunden Vorsprung und übernahm das Gelbe Trikot, dass er bis zum Ende der Rundfahrt verteidigte. Bei der Tour de France 2020 griff der Slowene Tadej Pogačar auf der 8. Etappe in der Westauffahrt an und holte 40 Sekunden auf die anderen Gesamtklassement-Fahrer auf, nachdem er am Tag zuvor mehr als eine Minute auf der windigen 7. Etappe verloren hatte. Schlussendlich entschied Tadej Pogačar die Gesamtwertung für sich, nachdem er seinem Landmann Primož Roglič das Gelbe Trikot am vorletzten Etappentag abnahm. Mit einer Zeit von 24 Minuten und 35 Sekunden absolvierte er die Westauffahrt in der bislang schnellsten Zeit.

### Vuelta a España
Die Vuelta a España führte erstmals im Jahr 1992 auf der 9. Etappe über den Col de Peyresourde. Der Pass wurde nach dem Col du Portillon von der Ostseite befahren, ehe die Strecke über den Col d’Aspin und Col du Tourmalet nach Luz Ardiden führte. Die Bergwertung der 1. Kategorie, die auf dem Col de Peyresourde abgenommen wurde, sicherte sich damals der Kolumbianer Julio César Cadena. Die zweite Überquerung folgte im Jahr 2003, bei der der Spanier Joan Horrach die meisten Punkte im Kampf um die Bergwertung holte.
| Jahr | Etappe    | Bergwertung  | Fahrer             | Auffahrt |
| ---- | --------- | ------------ | ------------------ | -------- |
| 1992 | 9. Etappe | 1. Kategorie | Julio César Cadena | Ost      |
| 2003 | 8. Etappe | 1. Kategorie | Joan Horrach       | West     |

## Galerie

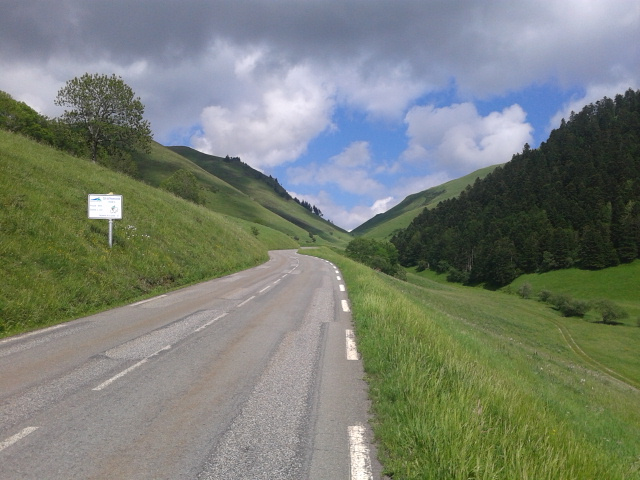
Blick auf die letzten beiden Kilometer im Anstieg von Armenteule
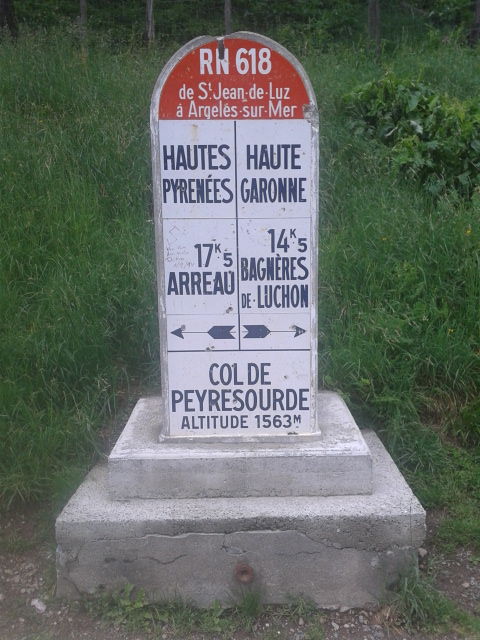
Markierungsstein am Gipfel, der verdeutlicht, dass der Pass die Grenze zwischen den   Départements Haute-Garonne und Hautes-Pyrénées bildet.
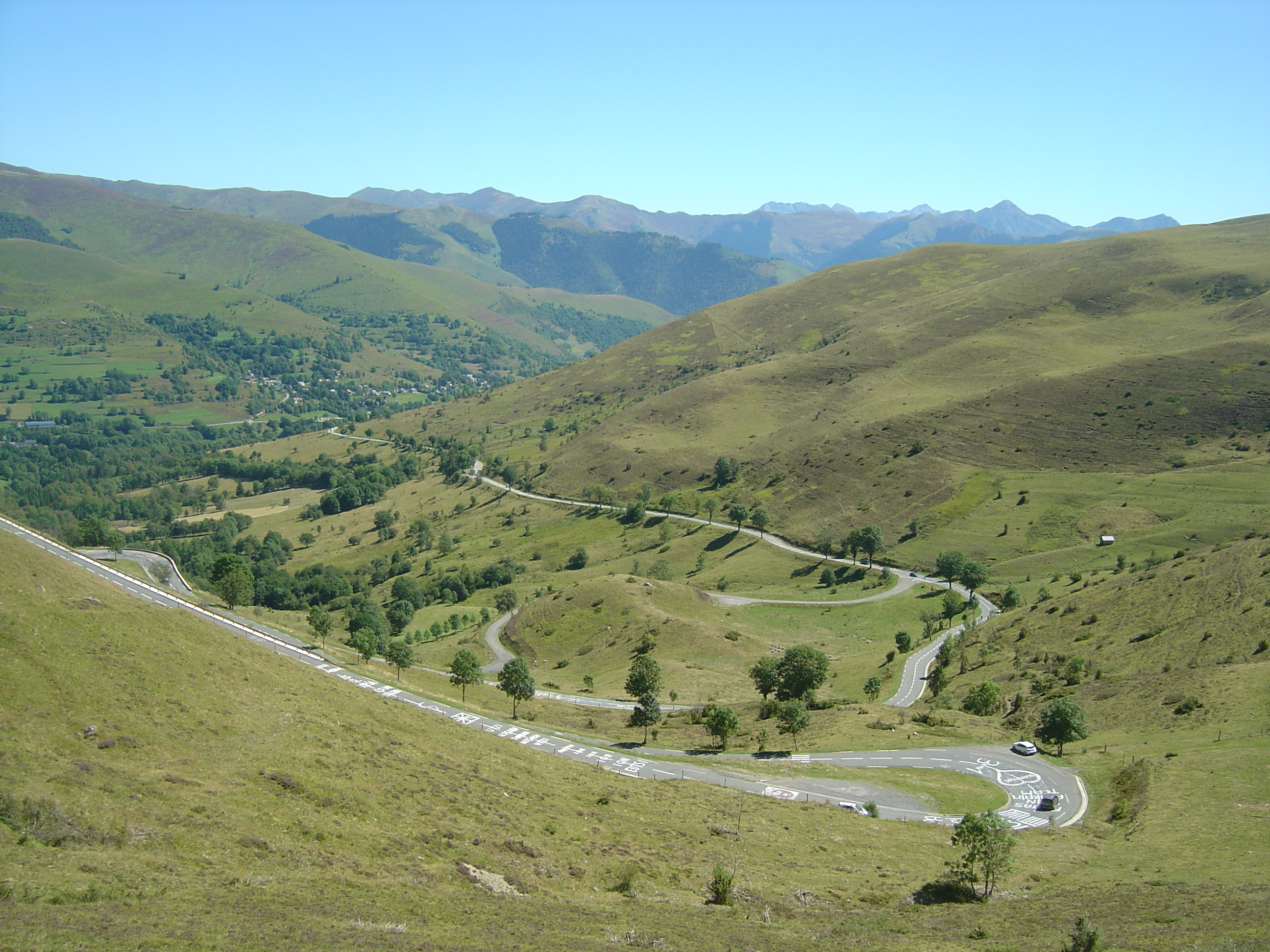
Blick auf die letzten Kehren der Ostauffahrt